# Olynthus hypsea
Olynthus hypsea is een vlinder uit de familie van de Lycaenidae. De wetenschappelijke naam van de soort werd als Thecla hypsea in 1887 gepubliceerd door Godman & Salvin.

## Synoniemen
- Thecla stiktos Druce, 1890